# Bohorodtschany
Bohorodtschany (ukrainisch Богородчани; russisch Богородчаны Bogorodtschany, polnisch Bohorodczany) ist eine in der Westukraine liegende Siedlung städtischen Typs mit etwa 7500 Einwohnern.
Bohorodtschany liegt am Ufer der Bystryzja Solotwynska, etwa 18 Kilometer südwestlich der Oblasthauptstadt Iwano-Frankiwsk.

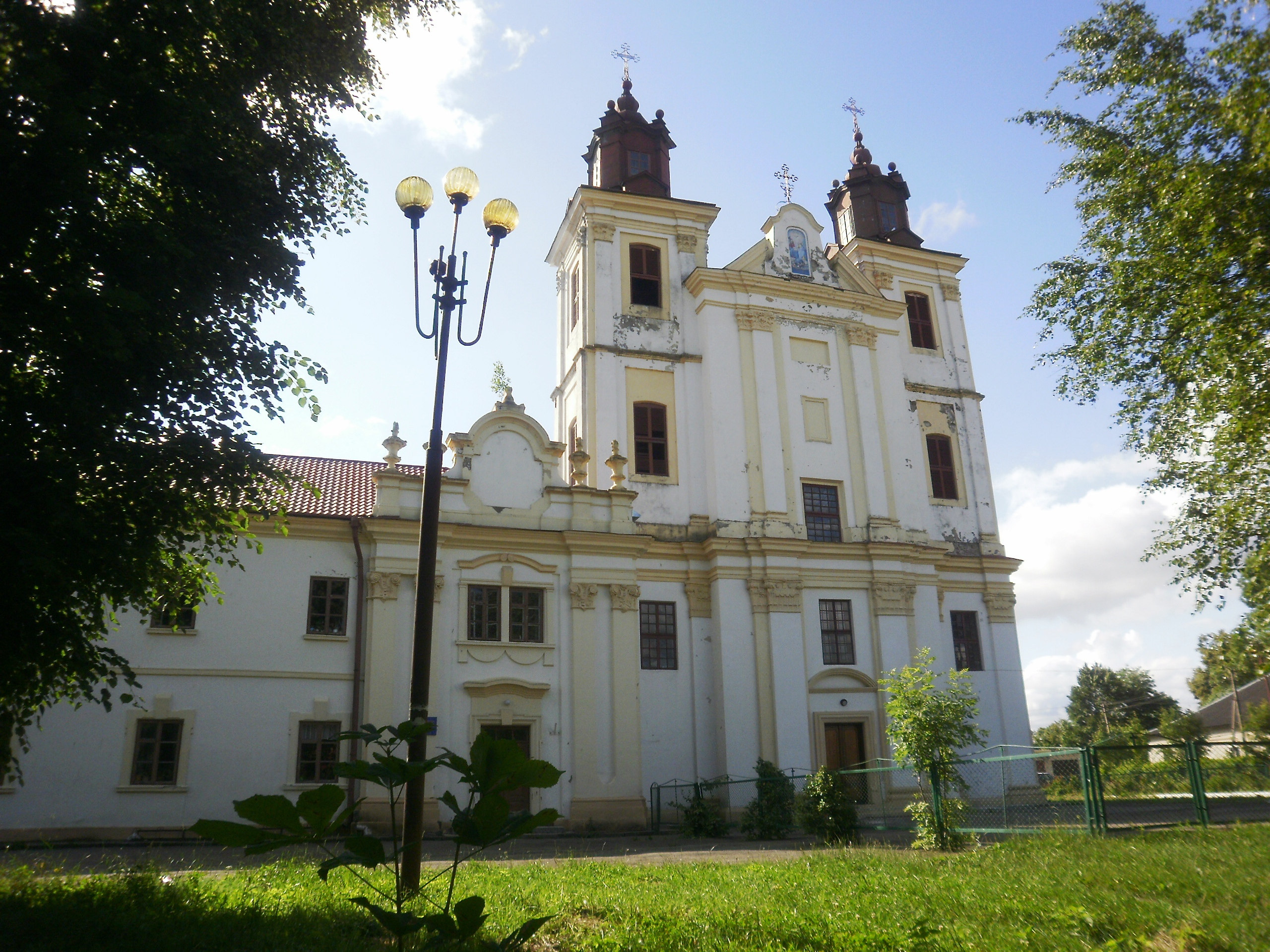
Kirche im Ort

## Geschichte
Der Ort wurde 1441 zum ersten Mal schriftlich erwähnt. Nach der Ersten Teilung Polens gehörte er von 1772 bis 1918 zum österreichischen Galizien. Von 1854 bis 1918 war er Sitz der Bezirkshauptmannschaft für den Bezirk Bohorodczany, 1867 kam noch ein Bezirksgericht hinzu. Nach dem Ende des Ersten Weltkrieges kam der Ort zum neu gegründeten Polen und lag hier ab 1921 in der Woiwodschaft Stanislau. 1939, bei Beginn des Zweiten Weltkriegs, wurde Bohorodczany zunächst von der Sowjetunion besetzt. Nach dem Überfall auf die Sowjetunion war es von 1941 bis 1944 unter deutscher Besatzung. In dieser Zeit wurde die große jüdische Gemeinde von Bohorodczany in die Konzentrationslager deportiert und großteils ermordet.
1945 kam die Stadt wiederum zur Sowjetunion, dort wurde sie Teil der Ukrainischen SSR und ist seit 1991 ein Teil der unabhängigen Ukraine.

## Verwaltung
Am 12. Juni 2020 wurde die Siedlung zusammen mit 16 umliegenden Dörfern zum Zentrum der neugegründeten Siedlungsgemeinde Bohorodtschany (Богородчанська селищна громада/Bohorodtschanska selyschtschna hromada) im Rajon Iwano-Frankiwsk, bis dahin bildete sie die Siedlungsratsgemeinde Bohorodtschany (Богородчанська селищна рада/Bohorodtschanska selyschtschna rada) im Rajon Bohorodtschany.
Folgende Orte sind neben dem Hauptort Bohorodtschany Teil der Gemeinde:
| Name                     | Name          | Name                           | Name        |
| ukrainisch transkribiert | ukrainisch    | russisch                       | polnisch    |
| ------------------------ | ------------- | ------------------------------ | ----------- |
| Chmeliwka                | Хмелівка      | Хмелевка (Chmelewka)           | Chmiełówka  |
| Dibrowa                  | Діброва       | Диброва                        | Dąbrowa     |
| Hlybiwka                 | Глибівка      | Глыбовка (Glybowka)            | Hlebówka    |
| Hlyboke                  | Глибоке       | Глубокое (Glubokoje)           | Głębokie    |
| Horocholyna              | Горохолина    | Горохолина (Gorocholina)       | Horocholina |
| Horocholyn Lis           | Горохолин Ліс | Горохолин Лес (Gorocholin Les) | -           |
| Hrabowez                 | Грабовець     | Грабовец (Grabowez)            | Grabowiec   |
| Iwanykiwka               | Іваниківка    | Иваниковка (Iwanikowka)        | Iwanikówka  |
| Kopatschiwka             | Копачівка     | Копачовка (Kopatschowka)       | -           |
| Lastiwzi                 | Ластівці      | Ластовцы (Lastowzy)            | -           |
| Pidhirja                 | Підгір'я      | Подгорье (Podgorje)            | Lachowce    |
| Sabereschschja           | Забережжя     | Забережье (Sabereschje)        | Zabereże    |
| Sadschawa                | Саджава       | Саджава                        | Sadzawa     |
| Schuraky                 | Жураки        | Жураки (Schuraki)              | Żuraki      |
| Starunja                 | Старуня       | Старуня                        | Starunia    |

## Partnergemeinde
- Gmina Praszka, Polen[2]

## Persönlichkeiten
- Anton von Kalik (1818–1866), erster Chef des österreichisch-ungarischen Nachrichtendienstes